# Aleksandr Bezborodko

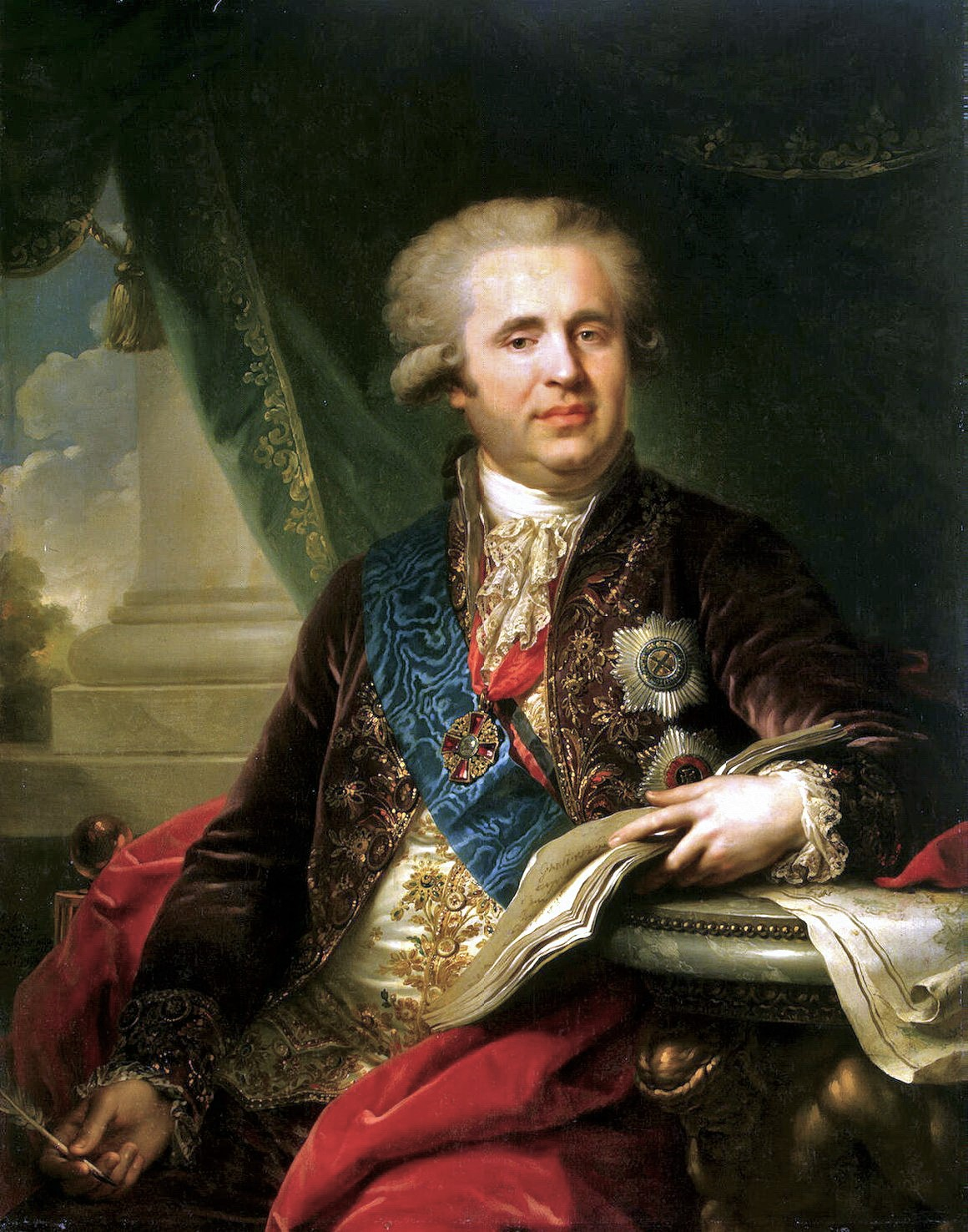
Aleksandr Bezborodko, målning av Johann Baptist Lampi 1792.

Aleksandr Andrejevitj Bezborodko (ukrainska: Олекса́ндр Андрійович Безборо́дько; ryska: Алекса́ндр Андре́евич Безборо́дько), född 14 mars 1747, död 6 april 1799, var en rysk statsman.
Bezborodko började sin bana som enkel skrivare i lillryska guvernementskanliet och blev 1774 anställd i rikskansliet. Han blev kabinettssekreterare 1775 och vann Katarina II:s ynnest, blev 1780 statssekreterare för utrikes ärenden, upphöjdes på kejsarinnans önskan till tysk riksgreve 1784 och inträdde 1786 i senaten. Vid Freden i Jassy 1792 representerade han Ryssland, inlade stora förtjänster och belönades furstligt. Samtidigt började dock hans inflytande att avta, och Bezborodko, som på sin tid undanträngt Grigorij Potemkin, blev han själv undanträngd av en ny gunstling, Platon Zubov. 1793 tog han avsked och slöt sig till storfurst Paul. Efter dennes tronbestigning framträdde han åter, blev furste och storkansler 1797 och åtnjöt kejsarens obegränsade förtroende. Hans sista diplomatiska bedrift var avslutandet av alliansen med Storbritannien 1798. Bezborodko efterlämnade en ofantlig förmögenhet, som senare införlivats med Eremitagegalleriet.